# Amphoe Wat Phleng
Amphoe Wat Phleng (Thai: อำเภอวัดเพลง) ist ein Landkreis (Amphoe – Verwaltungs-Distrikt) in der Provinz Ratchaburi. Die Provinz Ratchaburi liegt im südwestlichen Teil der Zentralregion von Thailand.

## Geographie
Benachbarte Bezirke (von Südwesten im Uhrzeigersinn): die Amphoe Pak Tho, Mueang Ratchaburi der Provinz Ratchaburi sowie die Amphoe Bang Khonthi und Amphawa der Provinz Samut Songkhram.

## Geschichte
In der Vergangenheit wurde der Landkreis „Wat Pradu“ genannt, da das Gebäude der Kreisverwaltung vor dem Pradu-Kloster (Wat Pradu) lag. Als die Kreisverwaltung an die heutige Position verlegt wurde, wurde der Bezirk umbenannt in „Amphoe Mae Nam Om“. Später wurde das Verwaltungsgebäude von Mae Nam Om in den Tambon Pak Tho verlegt, da es dort an der Bahnstrecke leichter erreichbar war. Gleichzeitig wurde der Landkreis (Amphoe) in einen „Zweigkreis“ (King Amphoe) umgewandelt.
Erst am 17. Juli 1973 bekam er wieder den vollen Amphoe-Status.
Die wichtigste Wasser-Ressource des Landkreises ist der Khwae-Om-Fluss (Mae Nam Khwae Om), einem Seitenarm des Mae Nam Mae Klong (Mae-Klong-Fluss).

## Religion

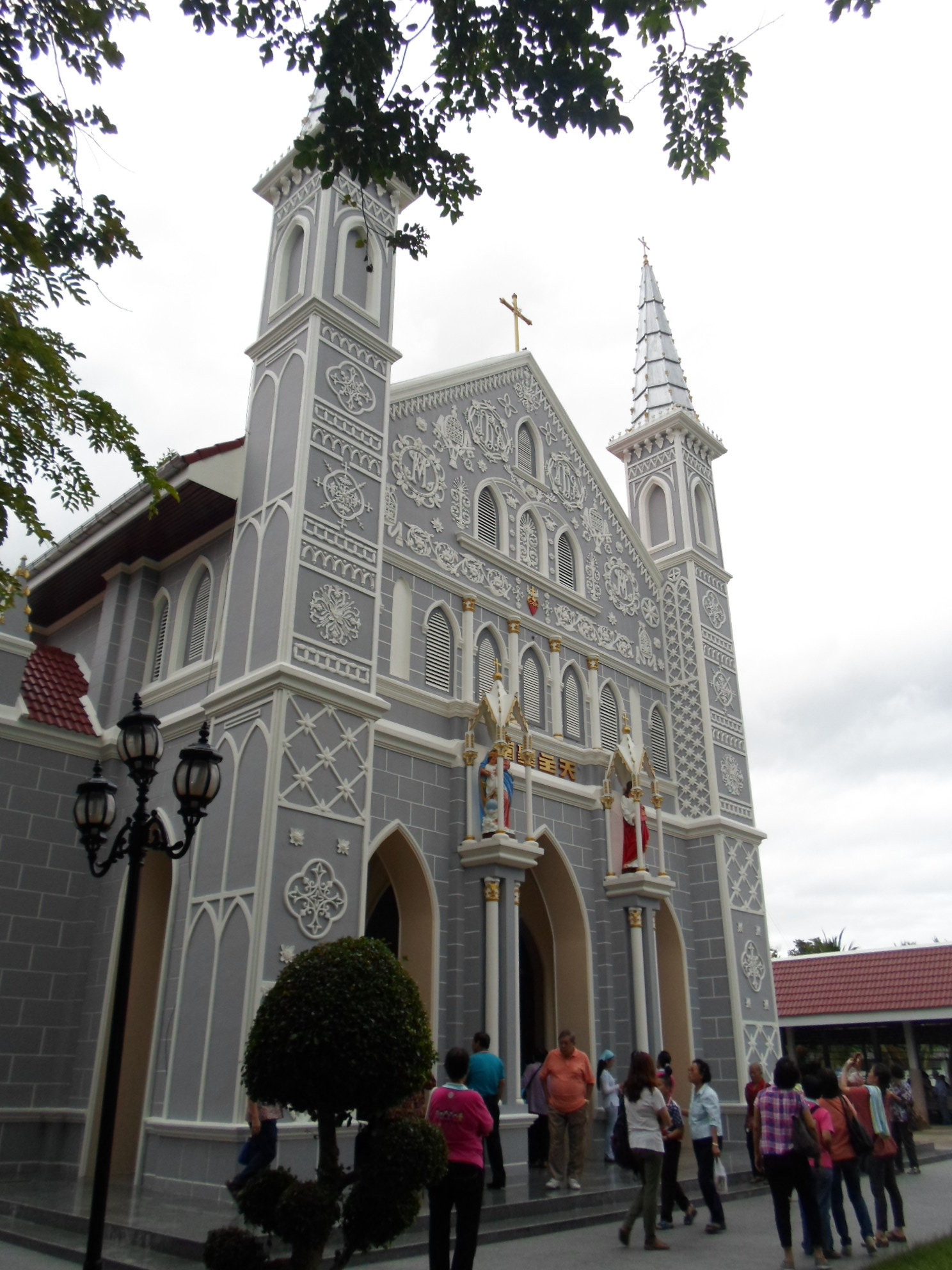
Wat Phra Christ Haruethai

In Wat Phleng gibt es eine für thailändische Verhältnisse alte und recht große römisch-katholische Kirche, den Wat Phra Christ Haruethai. Sie wurde von 1880 bis 1903 erbaut.

## Verwaltung

### Provinzverwaltung
Der Landkreis Wat Phleng ist in drei Tambon („Unterbezirke“ oder „Gemeinden“) eingeteilt, die sich weiter in 28 Muban („Dörfer“) unterteilen.
| Nr. | Name         | Thai       | Muban | Einw. |
| --- | ------------ | ---------- | ----- | ----- |
| 01. | Ko San Phra  | เกาะศาลพระ | 10    | 3.716 |
| 02. | Chom Prathat | จอมประทัด   | 08    | 3.516 |
| 03. | Wat Phleng   | วัดเพลง     | 10    | 4.958 |

### Lokalverwaltung
Es gibt eine Kommune mit „Kleinstadt“-Status (Thesaban Tambon) im Landkreis:
- Wat Phleng (Thai: เทศบาลตำบลวัดเพลง) bestehend aus den Teilen der Tambon Ko San Phra, Wat Phleng.

Außerdem gibt es drei „Tambon-Verwaltungsorganisationen“ (องค์การบริหารส่วนตำบล – Tambon Administrative Organizations, TAO)
- Ko San Phra (Thai: องค์การบริหารส่วนตำบลเกาะศาลพระ) bestehend aus Teilen des Tambon Ko San Phra.
- Chom Prathat (Thai: องค์การบริหารส่วนตำบลจอมประทัด) bestehend aus dem kompletten Tambon Chom Prathat.
- Wat Phleng (Thai: องค์การบริหารส่วนตำบลวัดเพลง) bestehend aus Teilen des Tambon Wat Phleng.